# Vologda oblast
Vologda oblast (russisk: Волого́дская о́бласть, tr. Vologodskaja oblast) er en af 46 oblaster i Den Russiske Føderation. Oblasten har et areal på 144.527 km² og 1.187.685(2016) indbyggere. Oblastens administrative center er placeret i byen Vologda (312.686(2016) indbyggere). Tjerepovets er med sine 318.536(2016) indbyggere oblastens største by.
Vologda oblast ligger i den europæiske del af Rusland og er rig på historiske monumenter, for eksempel Kirillo-Belozerskij Kloster, Ferapontov Kloster, der er optaget på UNESCOs Verdensarvsliste, middelalderbyerne Velikij Ustjug og Belozersk og barokkirkerne i Totma og Ustjuzjna.

## Geografi
Vologda oblast grænser til Arkhangelsk oblast (n), Kirov oblast (ø), Kostroma oblast (sø), Jaroslavl oblast (s), Tver oblast (sv), Novgorod oblast (sv), Leningrad oblast (v), og Republikken Karelija (nv).

## Historie
Det område, som Vologda oblast omfatter, blev befolket med finsk-ugriske folkeslag allerede i forhistorisk tid, og de fleste toponymer i området er finsk-ugriske. Vepsere, der fortsat bor i den vestlige del af oblasten, er efterkommere af denne befolkning. Senere blev området koloniseret af slaviske folk. Belozersk omtales i krøniker siden 862 som en af de ældste byer i Rusland. Store dele af området var under Republikken Novgorods kontrol. Totma blev anlagt i 1152. Velikij Ustjug og den vestlige del af området med Belozersk og Ustjuzhna hørte under fyrstedømmet Vladimir-Suzdal og var konstant truet fra Novgorods side. Senest i 13. århundrede nåede handelsfolk fra Novgorod Hvidehavet og anvendte vandveje for at rejse gennem området. Den vigtigste vandvej var Nordre Dvina, og handelsfolkene anvendte tillige Volga og dennes biflod Sheksna med Slavjanka frem til Nikolskoje søen. Her blev bådene taget i land og fragtet til søen Blagoveshchenskoje, herfra sejlede man ad floden Porozovitsa til Kubenskojesøen, videre til Sukhona og Nordre Dvina.
I løbet af det 13. århundrede begyndte mindre fyrstedømmer at markere sig. Først udskiltes Fyrstedømmet Beloozero fra Rostov. Dets nordlige og nordøstlige dele blev i det 15. århundrede semiselvstændige og dannede mindre feudalstater som Zaozerye og Kubena. Mange mindre fyrstedømmer er kun nævnt en enkelt gang i krønikerne og deres eksistens er tvivlsom. Vologda blev mellem 1452 og 1481 center for Fyrstendømmet Vologda, det sidste selvstændige fyrstendømme i området. Mod slutningen af det 15. århundrede var alle disse områder blevet underlagt Storfyrstendømmet Moskva.
I det 14. og 15. århundrede tiltrak områderne omkring Vologda munke, som søgte efter isolerede steder men alligevel ønskede at opretholde forbindelsen med fyrsterne i Moskva. Fyrsterne på deres side så klostre som en måde at opretholde kontrollen på i fjerne dele af fyrstendømmet. En række indflydelsesrige klostre, så som Spaso-Prilutskij, Pavlo-Obnorskij, Kirillo-Belozerskij og Ferapontov blev oprettede. Kirillo-Belozerskij-klosteret blev snart et af de mest prominente klostre i Rusland med en stor politisk indflydelse og en fremgangsrig økonomisk udvikling.
I midten af 15. århundrede var Vologdas områder stærkt indblandede i den moskovitiske borgerkrig, således blev Vasilij den Blinde i 1446 sendt i eksil til Vologda og blev fritaget for sin adlydelsesed af hegumen fra Kirillo-Belozerskij klosteret, og i slutningen af 1440-erne blev Sukhona-dalen krigsskueplads for kampe mellem Dmitrij Shemyakas retirerende og Vasilijs hær, som forfulgte Shemyaka. Under Forvirringens tid blev området hærget af polske tropper, som på et tidspunkt belejrede Vologda dog uden at erobre den.
I det 17. århundrede var Vologda en velhavende by beliggende ved hovedruten mellem Moskva og Vesteuropa. Under zar Peter den Stores styre i det 18. århundrede blev Vologda en værftsby og spillede en betydelig rolle som støttepunkt for russiske operationer mod svenskerne. Vologda mistede imidlertid betydning som handelscenter efter, at Sankt Petersborg blev grundlagt i 1703 og udenrigshandelen blev omdirigeret til Østersøen. Peter gennemførte endvidere begrænsninger i handelen via Hvidehavet.
Vologda var det nordligste område med fæstebønder i Rusland. I områderne vest og syd for Vologda fandtes godser, men nord og øst for Vologda blev fæsteforhold aldrig indført, og befolkningen ejede deres egen jord.
I 1708 udstedte Peter den Store et edikt, hvorved blev oprettet syv guvernementer. Der blev ikke givet nogen beskrivelse af de enkelte guvernementers grænser. I stedet blev områderne definerede ved en række byer og de områder, som lå i tilknytning til dem. I det område, som nu hører under Vologda oblast, fandtes to guvernementer, Archangelgorod guvernement (øst for oblasten) og Ingermanland guvernement (vest for oblasten). Vologda indgik som del af Archangelgorod guvernement. Senere blev den vestlige del af oblasten overført til Novgorod guvernement. I 1780 blev Vologda administrativt center for Vologda vicekongerige, som omfattede området for det tidligere Archangelgorod guvernement. Til sidst blev vicekongeriget omdannet til Vologda guvernement. Efter en række af yderligere administrative reformer blev Vologda oblast oprettet i 1937.
Under 2. verdenskrig blev dele af Oshtinskij-distriktet i den vestlige del af oblasten besatte af finske tropper. Den finske fremrykning stoppede i oktober 1941, men besættelsen varede til juni 1944, da den sovjetiske hær begyndte at rykke frem.
I 1955 afsluttedes oprettelsen af Severstal i byen Tjerepovets som den største industrielle virksomhed i oblasten.

## Demografi
| Nationalitet    | Folketælling 1989 | %      | Folketælling 2002 | %      | Folketælling 2010 | %      |
| --------------- | ----------------- | ------ | ----------------- | ------ | ----------------- | ------ |
| Russere         | 1.301.516         | 96,48  | 1.225.957         | 96,56  | 1.112.658         | 92,53  |
| Ukrainere       | 19.134            | 1,42   | 12.297            | 0,97   | 8.602             | 0,72   |
| Hviderussere    | 7.419             | 0,55   | 4.918             | 0,39   | 3.278             | 0,27   |
| Aserbajdsjanere | 1.506             | 0,11   | 2.665             | 0,21   | 2.596             | 0,22   |
| Armeniere       | 866               | 0,06   | 2.150             | 0,17   | 2.469             | 0,21   |
| Romaer          | 1.952             | 0,14   | 2.079             | 0,16   | 1.872             | 0,16   |
| Tatarer         | 1.843             | 0,14   | 1.857             | 0,15   | 1.519             | 0,13   |
| Usbekere        | 505               | 0,04   | 413               | 0,03   | 1.250             | 0,10   |
| Moldavere       | 1.427             | 0,11   | 1.048             | 0,08   | 939               | 0,08   |
| Tjuvasjer       | 1.159             | 0,09   | 911               | 0,07   | 676               | 0,06   |
| Georgiere       | 1.252             | 0,09   | 987               | 0,08   | 673               | 0,06   |
| Tyskere         | 865               | 0,06   | 955               | 0,08   | 641               | 0,05   |
| Vepser          | 728               | 0,05   | 426               | 0,03   | 412               | 0,03   |
| I alt           | 1.349.022         | 100,00 | 1.269.568         | 100,00 | 1.202.444         | 100,00 |

Bemærkning: Andele omfatter hele befolkningen, herunder de der ikke har angivet nationalt tilhørsforhold (i 2002 5.668 personer, i 2010 58.511 personer)